# سیارک ۲۱۲۵۸
سیارک ۲۱۲۵۸ (به انگلیسی: 21258 Huckins، نامگذاری:1996EH1) بیست و یک هزار و دویست و پنجاه و هشتمین سیارک کشف شده‌است که در ۱۵ مارس ۱۹۹۶ کشف شد.
قدر مطلق سیارک برابر ۳۵.۴ است.